# Grid Autosport
A Grid Autosport egy autóverseny-szimulátor, melyet a Codemasters fejlesztett. A játékot 2014. április 22-én jelentették be és 2014. június 27-én adták ki. A játékban visszatér a belső nézet 100 pályával és 22 helyszínnel együtt.
Korábbi Codemasters játékokhoz hasonlóan a cég a Feral Interactive-ot bízta meg a játék Linuxra és OS X-re való portolásával. Ezt a verziót 2015. december 10-én adták ki. A Feral Interactive fejlesztette a játék iOS, Android és Nintendo Switch változatait is, előbbit 2018-ban, míg utóbbi kettőt 2019-ben adták ki. 2018. június 26-án a játék felkerült az Xbox One-nal kompatibilis Xbox 360-játékok listájára.

## A játékban szereplő autók listája
2014. június 3-án a Codemasters felfedte a GRID Autosportban szereplő autók teljes listáját. Az autók 5 fő csoportba vannak elosztva: Túraautók, Endurance autók, Együléses autók, Tuningautók és Utcai autók. Ezekben a csoportokban az autók tovább vannak osztva három kategóriába (az első kategóriába tartozó autók a leglassabbak, míg a harmadik kategóriába tartozó autók a leggyorsabbak). Összesen, a játék 78 autót tartalmaz.
| Kat. | Név                                   |
| ---- | ------------------------------------- |
| 1    | BMW 320 TC                            |
| 1    | Chevrolet Cruze TC                    |
| 1    | Ford Focus ST TC                      |
| 1    | Honda Civic TC                        |
| 1    | Mini Miglia                           |
| 2    | Audi RS5 (Cat B Special)              |
| 2    | Ford Racing Ute                       |
| 2    | Holden VE Commodore Ute               |
| 2    | Mercedes-Benz C63 AMG (Cat B Special) |
| 2    | Mini John Cooper Works Challenge      |
| 3    | ADC Presteza-14                       |
| 3    | Ford Falcon FG                        |
| 3    | Ford Sierra RS500 Cosworth Group A    |
| 3    | Holden VF Commodore                   |
| 3    | Nissan Skyline GT-R (R32) Group A     |
| 3    | Peugeot 408 SCB                       |

| Kat. | Név                           |
| ---- | ----------------------------- |
| 1    | Aston Martin N24 V12 Zagato   |
| 1    | Audi R8 LMS Ultra             |
| 1    | McLaren MP4-12C GT3           |
| 1    | Mercedes-Benz SLS AMG GT3     |
| 1    | Shelby Cobra Daytona Coupe    |
| 2    | Ford GT40 Mk1                 |
| 2    | Honda HSV-010 GT              |
| 2    | Nissan Nismo GT-R (R35) GT500 |
| 3    | Lola B12/80                   |
| 3    | Mazda 787B                    |

| Kat. | Név                |
| ---- | ------------------ |
| 1    | Ariel Atom 3.5*    |
| 1    | Caterham SP/300.R  |
| 1    | Dallara F312       |
| 2    | Ariel Atom 500 V8* |
| 2    | Lola B05/52        |
| 3    | Caparo T1*         |
| 3    | Dallara IndyCar    |

| Kat. | Név                                          |
| ---- | -------------------------------------------- |
| 1    | Chevrolet Camaro SS                          |
| 1    | Dodge Challenger SRT8 392                    |
| 1    | Dodge Charger R/T                            |
| 1    | Ford Mustang Boss 302                        |
| 1    | Honda S2000                                  |
| 1    | Mazda RX-7 Type RZ (FD3S)                    |
| 1    | Nissan Silvia (S15) spec-R Aero              |
| 1    | Plymouth AAR Cuda                            |
| 2    | Chevrolet Camaro SS Modified                 |
| 2    | Ford Mustang Boss 302 Modified               |
| 2    | Honda S2000 Modified                         |
| 2    | Mazda RX-7 (FD3S) Drift Tuned                |
| 2    | Nissan 2003 (S15) Silvia Drift Tuned         |
| 2    | Nissan 2004 (Z34) 350 Nismo Drift Tuned      |
| 2    | Nissan 2005 (R34) nismo GT-R Z-Tune          |
| 3    | Honda 5zigen Civic                           |
| 3    | Honda NSX R                                  |
| 3    | Mazda Panspeed RX-7 (FD3S)                   |
| 3    | Mitsubishi Lancer Evolution X Team Orange    |
| 3    | Nissan 1993 (S13) Daijiro Yoshihara 240SX    |
| 3    | Nissan 2011 (Z34) Chris Forsberg Racing 370Z |

| Kat. | Név                                 |
| ---- | ----------------------------------- |
| 1    | BMW 1 Series M Coupe                |
| 1    | Ford Focus ST                       |
| 1    | Honda Integra Type R DC5            |
| 1    | Lancia Delta HF Integrale Evo 2     |
| 1    | Mini John Cooper Works GP           |
| 1    | Volkswagen Golf R                   |
| 2    | Alfa Romeo 4C                       |
| 2    | Alfa Romeo 8C Competizione          |
| 2    | Audi RS 5 Coupe                     |
| 2    | Aston Martin Vanquish               |
| 2    | BMW E30 Sport Evo                   |
| 2    | BMW M3 Coupe                        |
| 2    | Mercedes-Benz C63 AMG               |
| 2    | Mercedes-Benz SL65 AMG Black Series |
| 3    | Aston Martin One-77                 |
| 3    | Bugatti Veyron 16.4 Super Sport     |
| 3    | Koenigsegg Agera R                  |
| 3    | Mazda Furai                         |
| 3    | McLaren F1 GT                       |
| 3    | McLaren MP4-12C                     |
| 3    | McLaren P1                          |
| 3    | Pagani Huayra                       |
| 3    | Pagani Zonda Revolución             |
| 3    | SRT Viper GTS                       |

## A játékban szereplő pályák listája
2014. június 2-án a Codemasters felfedte a játékban szereplő pályák teljes listáját. A versenypályák mellett fiktív utcai pályákat is tartalmaz a játék. Összesen 22 pályát tartalmaz, mindegyik különféle variációkkal. A legtöbb pályán lehet nappal és éjjel is versenyezni. 
| - Autódromo Internacional do Algarve - Autosport Speedway - Brands Hatch - Circuit de Spa-Francorchamps - Circuit del Jarama - Circuit Mont-Tremblant - Circuit of the Americas - Hockenheimring - Indianapolis Motor Speedway - Isztambul Park - Mount Panorama (Bathurst) - Okutama - Red Bull Ring - Sepang International Circuit - Yas Marina Circuit | - Barcelona - Chicago - Detroit - Dubaj - Párizs - San Francisco - Washington |

## Fogadtatás
| Összegzőoldal | Értékelés                           |
| ------------- | ----------------------------------- |
| GameRankings  | PC: 77% PS3: 77% X360: 79%          |
| Metacritic    | PC: 78/100 PS3: 75/100 X360: 75/100 |

| Szerző       | Értékelés |
| ------------ | --------- |
| Edge         | 9/10      |
| Eurogamer    | 7/10      |
| GamesRadar+  | [ 18 ]    |
| IGN          | 8,3/10    |
| PC PowerPlay | 8/10      |

| Szerző     | Díj                        |
| ---------- | -------------------------- |
| GamesRadar | Legjobb autós játék (2014) |

A GRID Autosport pozitív kritikai fogadtatásban részesült. Az összesítések alapján a Metacritic szerint a PC-s változat 78, a PS3-as és Xbox-os változat 75, míg a GameRankings szerint a PC-s és PS3-as változat 77%, az Xbox-os változat 79%-os átlagpontszámmal bír. A kritikusok dicsérték a valódibb és autentikusabb fizikai szimulációt, valamint a törési szimulációt.